# Parafia św. Elżbiety Węgierskiej w Kluczu
Parafia Świętej Elżbiety Węgierskiej w Kluczu – parafia rzymskokatolicka, znajdująca się w diecezji opolskiej, w dekanacie Ujazd Śląski.